# Benno Friedrich Törmer

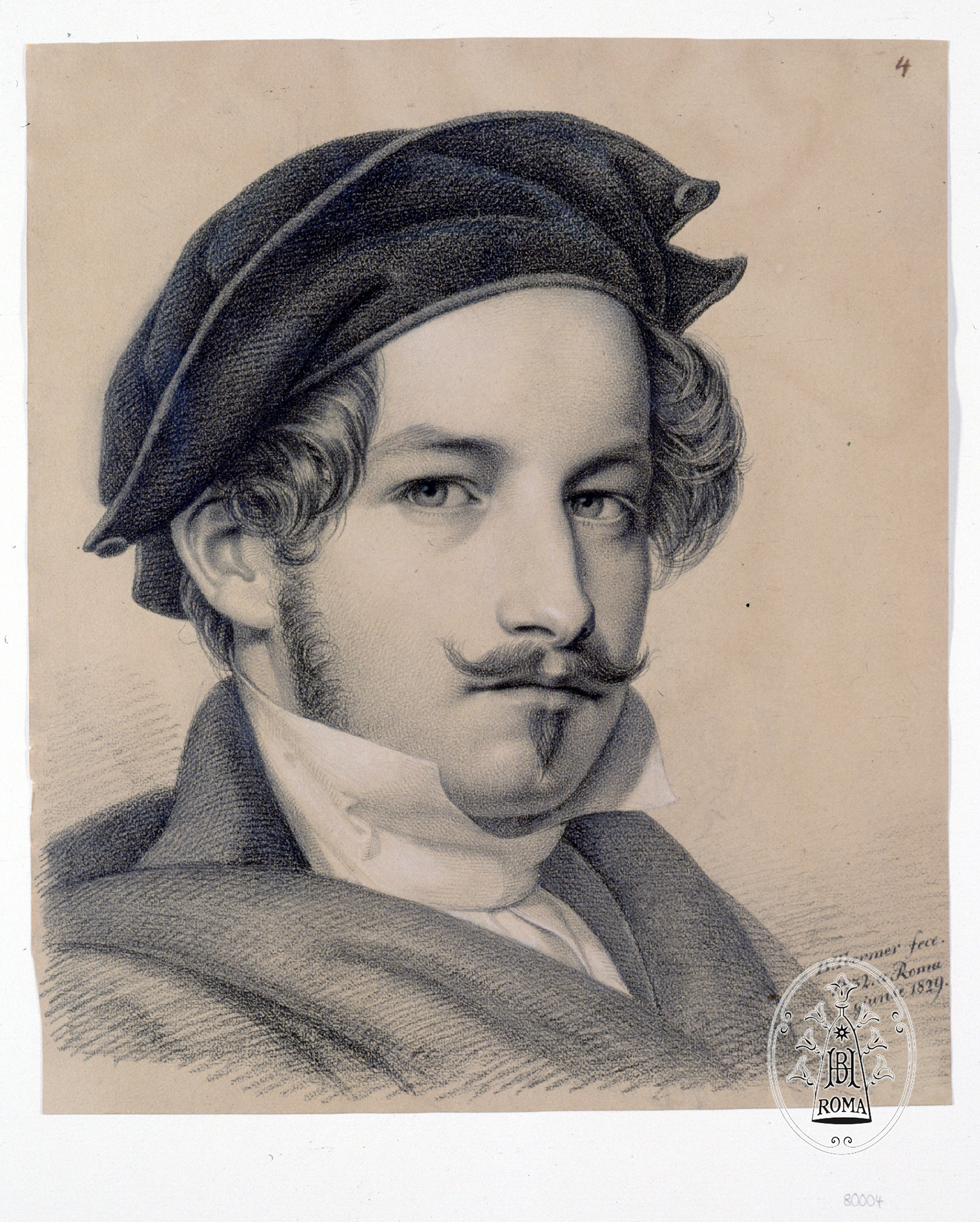
Selbstbildnis, Rom 1829

Benno Friedrich Törmer, Familienname auch in den Schreibweisen Toermer und Thörmer (* 4. Juli 1804 in Dresden; † 6. Februar 1859 in Rom), war ein deutscher Maler in Rom.

## Leben
Nach ersten Unterweisungen bei seinem Vater, dem Königlich Sächsischen Major Johann Friedrich Gottlob Törmer († 1816), der als Zeichenmeister in der Militäringenieur-Akademie der Sächsischen Armee lehrte, besuchte Törmer ab November 1819 die Vorklasse der Kunstakademie Dresden. Ab 1822 war er dort Schüler von Johann Carl Rößler, ab 1825 von Carl Christian Vogel von Vogelstein, unter dessen Aufsicht er mit dem Gemälde Opfer Abrahams debütierte und dem er bei der Freskierung der neuerbauten Kapelle von Schloss Pillnitz half.
Nach Bewilligung eines Stipendiums für eine Italienreise begab er sich im August 1829 über München, Innsbruck und Florenz nach Rom, das er Ende Oktober des Jahres erreichte. Dort schloss er sich dem Kreis seiner Dresdner Freunde Dietrich Wilhelm Lindau und Woldemar Hottenroth an. Im Dezember 1829 wurde er Mitglied der Ponte-Molle-Gesellschaft, 1831 bis 1833 diente er im Vorstand der „Hilfskasse“ der Gesellschaft. Er zeichnete eine Reihe von Künstlerbildnissen (Ernst Rietschel, Carl Götzloff, Nathanael Wilhelm Rothländer, Selbstbildnis), die im Album des Deutschen Künstlervereins erschienen. Gemeinsam mit Lindau zeichnete er Szenen des italienischen Volkslebens für das von Theodor Heil herausgegebene Taschenbuch Penelope. Von Rom aus unternahm er Studienreisen nach Neapel (August bis September 1830) und ins Albanergebirge (1834).
Im Juni 1835 kehrte er für eine Weile nach Dresden zurück, begab sich dann aber wieder nach Rom, wo er sich mit den dem Gemälde Hero findet Leanders Leiche (1830 Skizze, 1831 verbesserte Ausführung), zwei Szenen aus Tassos Befreitem Jerusalem (1830, 1833) sowie den Bildern Nymphen im Bade, von Satyr überrascht (1836) und Abdankung Maria Stuarts (1837) als Historienmaler profilierte. Auch schuf er Genredarstellungen mit Kostümen der Renaissancezeit und in der Manier der niederländischen Malerei des Goldenen Zeitalters, etwa Szenen aus dem Leben vornehmer Damen (Am Putztische, 1832; Beim Brieflesen, 1834), mit Lautenspielern, Edelleuten, Falkenjägern (1839) oder beim Musikunterricht (1853, 1857). Mehrere Bilder kaufte der Sächsische Kunstverein, der sie für seine Bilderchronik stechen ließ. 1841 zeichnete er die Vorlagen für das von Ernst Zacharias Platner herausgegebene Werk mit den von Ludwig Gruner gestochenen, früher Raffael zugeschriebenen Fresken aus dem Jagdschloss La Magliana bei Rom.
1853 wurde er durch Verleihung des Titels „Professor der Malerei“ geehrt. Ab 1855 weilte er vorübergehend wieder in Dresden. Im Mai 1856 erhielt er als sächsischer Agent den Auftrag, Angelegenheiten des Königreichs Sachsen beim Heiligen Stuhl zu vertreten.
Nach Hermann Arthur Lier soll Törmer außer Städte und Gegenden in Deutschland und Italien auch Kiew, London und Algier bereist haben. Im Alter von 54 Jahren starb er überraschend an einem Herzschlag. Der sächsische Generalmajor Julius Anton Törmer war sein älterer Bruder, der Historien- und Genremaler Hugo Törmer sein Neffe.